# Kirkkojärvi (Kisko, Egentliga Finland)
Kirkkojärvi eller Kiskon-Kirkkojärvi är en sjö i Finland. Den ligger i Salo stad i landskapet Egentliga Finland, i den södra delen av landet, 80 km väster om huvudstaden Helsingfors. Kirkkojärvi ligger 26,5 meter över havet. Arean är 7,2 kvadratkilometer och strandlinjen är 32,91 kilometer lång. Sjön  ingår i Kisko ås och Bjärnå å huvudavrinningsområde.   I omgivningarna runt Kirkkojärvi växer i huvudsak barrskog.
I övrigt finns följande i Kirkkojärvi:
- Ämmäsaari (en ö)
- Myllysaari (en ö)
- Kiskonholma (en ö)
- Mussalo (en ö)
- Raatholma (en ö)
- Tamholma (en ö)

Följande samhällen ligger vid Kirkkojärvi:
- Kisko (1 958 invånare)